# Clodoche
Pour plus de détails, voir Fiche technique et Distribution.
Clodoche est un film français réalisé par Raymond Lamy et Claude Orval, sorti en 1938.

## Fiche technique
- Titre français : Clodoche
- Titre alternatif : Sous les ponts de Paris
- Réalisation : Raymond Lamy et Claude Orval, assisté de Marcel Bryau
- Scénario : Antoine de Rochefort
- Décors :  Roland Quignon
- Photographie :  René Colas
- Musique : Michel-Maurice Levy
- Montage : Pierre Lebon
- Pays de production :  France
- Format : Noir et blanc - Mono
- Genre : Comédie
- Durée :  90 minutes
- Date de sortie : 
  - France : 20 juillet 1938

## Distribution
- Pierre Larquey : Clodoche
- Florelle : Irène
- Denise Bosc : Dolly
- Pierre Stéphen : Jacques
- Jules Berry : le Prince Berky
- Raymond Galle : Michel
- Paul Demange : Pétardy
- Maximilienne : la vieille fille
- Jean Fleur : Embauche
- Jean Dunot : la Fouine
- Jeanne Loury : la mère
- Alexandre Mihalesco : l'usurier
- Paul Marthès : Bombasset
- Toto Grassin : le champion cycliste
- Marie-Jacqueline Chantal
- Robert Seller
- A. Marty : Lion
- Robert Desclos : un clochard